# 利瑙
利瑙是德国石勒苏益格－荷尔斯泰因州的一个市镇。总面积9.66平方公里，总人口1214人，其中男性624人，女性590人（2011年12月31日），人口密度126人/平方公里。